# La Curva, Tecolutla
La Curva är en ort i Mexiko.   Den ligger i kommunen Tecolutla och delstaten Veracruz, i den sydöstra delen av landet, 230 km öster om huvudstaden Mexico City. La Curva ligger 117 meter över havet och antalet invånare är 168.
Terrängen runt La Curva är platt åt nordost, men åt sydväst är den kuperad. Runt La Curva är det ganska tätbefolkat, med 222 invånare per kvadratkilometer. Närmaste större samhälle är Gutiérrez Zamora, 17,6 km norr om La Curva. Omgivningarna runt La Curva är en mosaik av jordbruksmark och naturlig växtlighet.